# Deutscher Computerspielpreis
O Deutscher Computerspielpreis (Prêmio Alemão de Jogos de Computador) é premiado anualmente pela Bundesverband Interaktive Unterhaltungssoftware (Associação Federal para Software de Entretenimento Interativo), G.A.M.E. Bundesverband der Entwickler von Computerspielen (Associação Ffederal de Desenvolvedores de Jogos de Computador) e Ministro Federal dos Transportes e Infraestrutura Digital Alexander Dobrindt, a partir de 2009.

## Descrição
O Deutscher Computerspielpreis (Os Prêmios Alemães de Videogame) foi inaugurado em 2009. O local para a cerimônia de entrega dos videogames alemães alterna anualmente entre Munique e Berlim. Os Prêmios Alemães de Videogame são apresentados pelo Ministério Federal dos Transportes e Infraestrutura Digital e as associações comerciais do BIU (Bundesverband Interaktive Unterhaltungssoftware) e do GAME (German Games Industry Association), com o apoio da Digital Gaming Culture Foundation. O dinheiro dos prêmios é doado por esses apoiantes e equivale a um total de € 385.000. O Deutscher Computerspielpreis é o prêmio de jogos mais prestigiado na Alemanha. Concedidos são jogos de "valor cultural e pedagógico", inovações técnicas ou relacionadas ao jogo ou jogos de alto valor de entretenimento. O dinheiro do prêmio só é desembolsado para vencedores em categorias nacionais. A condição básica para enviar um jogo em uma das categorias doadas é uma quota de desenvolvimento de 80% do jogo na Alemanha.
Em relação ao ano de 2015, o prêmio foi fundamentalmente remodelado pelo Ministério Federal dos Transportes e  a BIU (Associação de Comércio Alemã de Entretenimento Interativo) e GAME (Associação da Indústria de Jogos Alemães) associações comerciais. Além da introdução de novas e reestruturadas categorias existentes, os critérios de registro foram reformulados. O prêmio atualmente é composto por 14 categorias com as últimas adições de uma categoria de premiação popular e três categorias de prêmios internacionais, embora essas quatro categorias estejam isentas de doações. Em relação aos critérios, o prazer como parte da experiência de jogo foi incluída e o catálogo geral de critérios foi reorientado. Parte da decisão foi também a restauração de júris e aumento de prêmios em dinheiro até € 450.000 em 2017.
A premiação alemã de jogos eletrônicos é anunciada conjuntamente pelos políticos e pela indústria e foram criados pelo Governo Alemão seguindo a iniciativa do Bundestag Alemão (Parlamento alemão), em cooperação com a BIU (Associação Alemã de Comércio de Software Interativo de Entretenimento) e GAME (Associação da Indústria de Jogos Alemães) associações comerciais. Os documentos relativos à origem do prêmio são o Relatório da BKM ao Bundestag alemão datado em 24 de outubro de 2007 (impresso federal: BT-Drs. 16/7081) e a resolução do Bundestag Alemão em 21 de fevereiro de 2008, na sequência de uma proposta da grande coalizão do Partido SPD e do Partido CDU (impresso: BT-Drs. 16/7116). O plano de fundo da iniciativa foi a mudança de importância percebida na sociedade, independentemente da idade, sexo e do contexto social dos jogadores e do aumento da indústria de jogos como uma economia de escala, bem como a aplicação alargada de jogos e tecnologia de jogos em outros setores da economia . Até 2014, o Kulturstaatsministerium (Ministério do Estado da Cultura) foi o parceiro político complementar à BIU e à GAME como parceiros econômicos dos Prêmios de Jogos Eletrônicos Alemães. Em 2014, o Ministério dos Transportes e Infra-estrutura Digital adotou o papel de parceiro político.
O objetivo principal é a promoção da indústria de jogos alemã. Especialmente a ênfase no desenvolvimento de jogos culturais e pedagógicos inovadores. Complementando seu papel como prêmio avançando, os Prêmios de jogos Eletrônico Alemães também premiam doações a conceitos de jogos de alunos e pupilos dentro de uma categoria específica "Melhor conceito jovem" e, portanto, apoiam financeiramente os não profissionais para realizar suas ideias para jogos eletrônicos.